# Городовик
Городовик (рос. Городовик) — присілок в Дєдовицькому районі Псковської області Російської Федерації.
Населення становить 196 осіб. Входить до складу муніципального утворення В'язєвська волость.

## Історія
Від 2015 року входить до складу муніципального утворення В'язєвська волость.

## Населення
| 2001 | 2002 | 2010 |
| ---- | ---- | ---- |
| 295  | ↘250 | ↘196 |